# Glan (Gurk)
Glan är ett vattendrag i Österrike.   Det ligger i förbundslandet Kärnten, i den sydöstra delen av landet, 230 km sydväst om huvudstaden Wien.
Glan rinner igenom Feldkirchen in Kärnten, Glanegg och Sankt Veit an der Glan och mynnar i floden Gurk, som till slut når Donau.
I omgivningarna runt Glan växer i huvudsak blandskog. Runt Glan är det ganska glesbefolkat, med 47 invånare per kvadratkilometer.